# مجلة طب التوليد وأمراض النساء
مجلة طب التوليد وأمراض النساء هي مجلة طبية يتم مراجعتها من قبل متخصصين، وتقوم بنشر الأبحاث الأصلية ومقالات المراجعة في مجال التوليد وأمراض النساء بالكامل، مع التركيز على التطبيق العملي. تنشر المجلة مجموعة واسعة من الأوراق؛ بما في ذلك الأبحاث العلمية والعلاجية، والمراجعات، وتقارير الحالة، وملاحق عن الندوات العلاجية.
مجلة سن اليأس هي مجلة طبية مراجعة كل شهرين الأقران التي تغطي جميع جوانب الشيخوخة لدى النساء، وخاصة خلال انقطاع الطمث. كجريدة رسمية لجمعية سن اليأس الدولية، تنشرمجلة سن اليأس أيضًا بيانات الموقف وإجراءات ورشة العمل من المجتمع. تم تأسيس مجلة سن اليأس في عام 1998. وفقًا لتقرير جريدة سيتاشن، فإن المجلة لها عامل تأثير عام 2014 هو 2.264. رؤساء التحرير هم آنا فينتون (مستشفى كريست تشيرش للنساء) و نيك باناي (الملكة شارلوت) و مستشفى تشيلسي.
تشويه الأعضاء التناسلية الأنثوية في المملكة المتحدة هو إزالة بعض أو كل الأعضاء التناسلية الخارجية للنساء والبنات اللواتي يعشن في المملكة المتحدة. وفقا للمساواة الآن و جامعة مدينة لندن 0 يعتقد أن ما يقدر بـ 103,000 امرأة وفتاة تتراوح أعمارهن بين 15 و 49 عامًا يعانين من ختان الإناث في إنجلترا وويلز اعتبارًا من عام 2011. تم حظر تشويه الأعضاء التناسلية الأنثوية في المملكة المتحدة بموجب قانون حظر ختان الإناث لعام 1985 ، والذي جعل من جريمة ختان الإناث إجراءً على الأطفال أو البالغين. جعل قانون تشويه الأعضاء التناسلية للإناث لعام 2003 وقانون حظر تشويه الأعضاء التناسلية للأنثى (اسكتلندا) لعام 2005 جريمة ترمي إلى تنظيم تشويه الأعضاء التناسلية الأنثوية خارج البلد للمواطنين البريطانيين أو المقيمين الدائمين، سواء أكان ذلك قانونياً في البلد الذي اتخذت فيه الفتاة أم لا . حتى الآن لم تكن هناك قناعات. جرت الملاحقات القضائية الأولى في عام 2015 ضد طبيب بسبب ختان الإناث ورجل آخر للمساعدة والتحريض ؛ كلاهما غير مذنبان.